# Красуня і Чудовисько (фільм, 2017)
«Красуня і Чудовисько» (англ. Beauty and the Beast) — американський музичний фільм-фентезі, знятий Біллом Кондоном. Він є рімейком однойменного анімаційного фільму компанії Walt Disney Animation Studios, який оснований на однойменній казці Жанни Марі Лепренс де Бомон. Прем'єра стрічки в Україні відбулася 16 березня 2017 року.

## Синопсис
Розлючена Чарівниця перетворила принца Адама на огидне чудовисько за те, що той був злим, самозакоханим і грубим. Для того, аби зняти чари з себе й слуг свого замку, йому необхідно навчитися бути добрим, кохати й бути коханим. Статися це повинно до того, як із подарованої Чарівницею троянди, опаде остання пелюстка.  
В далекому селищі проживає красива дівчина, на ім'я Белль. Якось її батько Моріс вирушає на ярмарок, але по дорозі додому збивається зі шляху. Опинившись у зачарованому замку, він стає полоненим Чудовиська. Бель поспішає батькові на допомогу. 

## У ролях
| Актор           | Роль                 |
| --------------- | -------------------- |
| Емма Вотсон     | Белль                |
| Ден Стівенс     | Чудовисько           |
| Люк Еванс       | Ґастон               |
| Кевін Клайн     | Моріс (батько Белль) |
| Джош Ґад        | Лефу                 |
| Юен Мак-Грегор  | Люм'єр               |
| Стенлі Туччі    | Каденція             |
| Одра Макдональд | Комод                |
| Гугу Мбата-Роу  | Бабетта              |
| Ієн Маккеллен   | Когсворт             |
| Емма Томпсон    | місіс Поттс          |
| Гетті Мораган   | чарівниця            |
| Натан Мак       | Чіп                  |
| Соноя Мідзуно   | дебютантка           |

### Український дубляж
- Студія: LeDoyen Studio
  - Тип: Дублювання
  - Дубльовано на замовлення «Disney Character Voices International».
  - Перекладач тексту та пісень: Роман Дяченко
  - Режисерка дублювання: Катерина Брайковська
  - Музичний керівник: Іван Давиденко
  - Координатор дублювання: Ольга Боєва
  - Творчі керівники: Magdalena Dziemidowicz і Eyman Maciej
  - Мікс-студія: Shepperton International

### Ролі дублювали:
- Бель — Дарина Муращенко

- Чудовисько — Сергій Кияшко

- Ґастон — Володимир Паляниця

- Моріс — Юрій Висоцький

- Лефу — Олександр Погребняк

- Люм'єр — Іван Розін

- Каденца — Володимир Кокотунов

- Мадам де Ґардероб — Тетяна Піроженко, співає — Людмила Ларікова

- Пір'їнка — Анна Чиж

- Аґата — Олена Узлюк

- Чіп — Кім Бойко

- Коґсворт — Володимир Нечепоренко

- Пані Потс — Лідія Муращенко

А також: Наталя Сумська, Микола Луценко, Тетяна Зіновенко, Олександр Ігнатуша, Лариса Руснак, Дмитро Гаврилов, Андрій Бойко, Вікторія Хмельницька, Олександр Завальський, Марія Єременко, Вікторія Москаленко, Сергій Солопай, Петро Сова, Галина Дубок, Марія Ніколенко, Катерина Манузіна, Арсен Шавлюк, Віктор Григор'єв, Катерина Башкіна-Зленко, Світлана Штанько, Катерина Брайковська, Дмитро Тварковський, Юрій Сосков, Олексій Череватенко, Дмитро Бузинський, Сергій Юрченко, Євген Анишко, Роман Болдузєв, Світлана Заря, Ольга Нека.

## Виробництво
Знімання фільму почалось 18 травня 2015 року в Лондоні.

## Маркетинг
14 листопада 2016 року відбулась прем'єра дебютного трейлеру фільму. За один день він набрав рекордні 127,6 млн переглядів, обігнавши дебютні трейлери фільмів «П'ятдесят відтінків темряви» (114 млн) та «Зоряні війни: Пробудження Сили» (112 млн).

## Критика
Загалом стрічка отримала задовільні відгуки від кінокритиків та глядачів. На агрегаторі рецензій Rotten Tomatoes фільм має 71% «свіжості» на основі 263 рецензій із середнім балом 6.6 від фахівців і 85% «свіжості» із середнім балом 4.2/5 від пересічних глядачів. На Metacritic кінострічка оцінена у 65/100 від кінокритиків на основі 47 рецензії й середній бал 6.8 від пересічних глядачів.
На IMDb середній бал фільму від пересічних глядачів складає 7.1.   